# 午休礁 (佛羅里達州)
午休礁（英語：Siesta Key）是位於美國佛羅里達州薩拉索塔縣的一個人口普查指定地區。

## 地理
午休礁的座標為27°16′31″N 82°33′09″W / 27.27528°N 82.55250°W，而該地最高點為海拔高度1米（即3英尺）。

## 人口
根據2010年美國人口普查的數據，午休礁的面積為9.00平方千米，當中陸地面積為6.90平方千米，而水域面積為2.90平方千米。當地共有人口6565人，而人口密度為每平方千米729人。